# El Weso
El Weso es un programa mexicano de radio de corte político-satírico-social que se transmite por la Cadena W Radio (integrante de Radiópolis) de lunes a viernes de las 18:00 a las 20:00 (6:00p.m. - 8:00p.m.) tiempo del centro de México.

## Historia

### Antecedentes
El origen de la emisión se da debido a una reunión de sobremesa que tienen en junio de 2005 Enrique Hernández Alcázar, famoso periodista y reportero de W Radio; junto con Alex Marin y Kall y Fernando Rivera Calderón, el primero productor y periodista y el segundo integrante de El Palomazo Informativo junto con Martín Durán; en la casa de la también periodista Paola Rojas. Hernández Alcázar comentó alguna vez que el equipo del programa grabó seis pilotos para su autorización antes de salir al aire, misma que se da cuando sale de la estación el periodista Javier Solórzano y su espacio físico en la programación fue ocupado por el también periodista Ezra Shabot.

### Salida al aire
El Weso inicia sus emisiones el lunes 7 de noviembre de 2005 a las 19:00, manejando una propuesta en la que estuvieron combinados música, humor y política. Su elenco inicial estuvo conformado por Hernández Alcázar y García Soto y El Palomazo Informativo, además de los actores Samia y Eduardo Tornel (integrante de Los Tepichines). El programa fue recibido exitosamente por la audiencia de W Radio, por el estilo ácido, satírico e irreverente en que sus conductores dan las noticias, que eran aderezadas con canciones creadas por Rivera Calderón, las parodias que eran realizadas por el equipo del programa y las aportaciones de guionistas como Alejandro Gerber Bicecci[2][2], reconocido director de cine.

### Cambios en el equipo
A principios del 2006, entran al equipo la actriz de cabaret Marisol Gasé (que entra en lugar de Samia) y el actor de comedia Christian Ahumada, quien presta su voz al personaje creado a partir de un concepto de Hernández Alcázar "El Duende Preguntón", mismo que crea un vínculo periodístico importante con García Soto; al grado que entre ambos protagonizan la sección ¿Sabe o No Sabe? en donde el satírico personaje le formula tres cuestiones a García Soto, que podría ser como la versión mexicana de Las preguntas del oyente agazapado del programa Hoy por hoy de la radiodifusora española Cadena Ser.
Dado el éxito que tuvo la emisión fue el 11 de septiembre de 2006 cuando su duración alcanzó los 90 minutos al comenzar sus emisiones a las 7 para finalizarlas a las 8:30. El programa logra un enorme éxito y en ese instante también se incorporan Carlos de la Mora, quien trabaja como director del programa y también participa con algunas personajes como El Padre Chispa, una parodia de los vicios y defectos de los sacerdotes; además de la participación de la reportera de espectáculos Isabel Huerta.

### Nuevos cambios
Después de poco más de dos años de éxito, el programa nuevamente sufre una modificación de horario, pues el 14 de diciembre de 2007, amplía sus emisiones al aire al llegar a los 120 minutos de duración, comenzando desde las 18 horas. Este horario se estrena tras las modificaciones que sufre la programación de W con las salidas de Carlos Loret de Mola en septiembre de ese año y la del programa Dommo en noviembre.
También el programa sufre las bajas de Salvador García Soto y Christian Ahumada, quienes mencionaron en su momento que sus salidas se debieron a diferencias económicas con la estación, también en ese momento quedaba en suspenso la continuación de El Duende Preguntón, pues se rumoraba que la idea original era de la estación y no del programa, por lo que se manejaba que con la salida de Ahumada de la emisión se terminaba el personaje; sin embargo estas versiones jamás fueron confirmadas y el personaje reapareció en el noticiario Contraportada (conducido por Carlos Loret de Mola), que es transmitido en el 1500 de AM de Radio Fórmula, donde se retoma la sección transmitida en El Weso. También a mediados de mes deja el programa Eduardo Tornel por razones distintas a las de Ahumada y García Soto. Es justamente cuando deja Tornel el programa cuando en Radio Fórmula García Soto concibe un programa similar a El Weso, mismo que inicia transmisiones el 11 de febrero del 2008 con el nombre de La Chuleta, donde participa junto con Christian Ahumada, Enrique Canales y la productora del programa Priscila Reyes.
En diciembre de 2007, se integran como nuevos participantes del programa Fabián Giles y Daniel Guerra (quienes formaban parte del programa como parte de las parodias pero que se integraban a la mesa de trabajo); además de la cantante Susana San José (bautizada por Hernández Alcázar como la voz del Palomazo Alternativo), Edith Gómez, Mónica Romero (reportera de W Radio) y Julio Ordóñez, baterista y ukulelista (el que toca el ukulele) del Palomazo Informativo.
Desde 2008 la dinámica de la emisión se modifica y continúa estando entre las emisiones más escuchadas de la radio en México, incluso cuando los índices de audiencia de W Radio disminuyeron entre enero y marzo de este año debido a ajustes en la programación de la estación.
En noviembre de 2012 se dan cambios en la programación de W Radio y el programa se extiende una hora más hasta las 9 de la noche. Sin embargo tres de sus integrantes (Martín Durán, Susana San José y Fabián Giles) salen del programa.
En 2014 vuelven a cambiar de horario debido a cambios en la programación de la xew.
En El Weso estuvieron diversas personalidades de la política como Andrés Manuel López Obrador, Rosario Robles, Miguel Ángel Osorio Chong, Ernesto Cordero, Javier Lozano Alarcón, Josefina Vázquez Mota, Javier Sicilia, Elena Poniatowska, Carlos Monsiváis, René Drucker Colín, Fernando Savater, Luis Eduardo Aute, Aleks Syntek, Playa Limbo, Lila Downs, La Barranca, La Lupita, Río Roma y hasta Xavier López "Chabelo", Los Ángeles Azules y Laura Bozzo.

### Actualidad
A partir de septiembre de 2016, Fernando Rivera Calderón sale del programa, ya que fue censurado y despedido de Televisa Radio. Agradeció a todo su público por medio de redes sociales. A partir de la salida de Rivera Calderón se realizaron cambios en el horario regresando al formato de dos horas de 18:00 a 20:00 horas bajo un formato simple de lectura de noticias con un nuevo nombre "Así el weso" con solo Hernández Alcázar, marcando prácticamente el fin el Weso original.

## Características

### El Ti-tieto
La Palabra "Ti-tieto" fue ideada por Marisol Gasé a principios del 2006. Es una variación fonética de la frase "Sí es cierto" y se usa para expresar cualquier tipo de emoción (ya sea alegría, enojo, tristeza o cualquier otra). Se escucha en el programa cuando algún radioescucha contacta a los locutores y pide que digan la palabra a partir de una situación personal que quiera comentar (ya sea buena o mala). Hay diferentes formas de decirlo: de "ánimo" (en forma de porra), "multi-orgásmico", "mentado" (diciendo palabras antisonantes) o imitando a algún personaje político-social de México.

### Conductores
Actuales
- Enrique Hernández Alcázar
- Daniel Guerra

Retirados
- Marisol Gasé
- Fernando Rivera Calderón
- Salvador García Soto
- Christian Ahumada
- Magnolia Rosales
- Edith Gómez
- Monica Romero
- Eduardo Tornell
- Isabel Huerta
- Samia
- Ignacio Lozano
- David Miranda (duró un mes)
- Martín Duran
- Susana San José
- Fabián Giles
- Alejandro Gerber
- Julio Ordóñez Orellana

### Colaboradores
- Anonymous
- Gilberto Prado Galán
- Eduardo Limón
- Iván Carrillo
- Benito Taibo
- Roberto Aguílar
- Pilar Montes de Oca
- Juan Luis Rodríguez Pons
- Sandra Lorenzano
- Verónica Maza
- Oscar Quezada Pablo (Tacho)

### Voces
- Alex Marín y Kall
  - Voz de las cortinillas del programa
- Eugenio López
  - Narrador de las Wesonovelas y presentador de algunas secciones
- Carlos de la Mora
  - Promociones y Espacios publicitarios fuera de los comerciales
- Rosana Villamar
  - en Miércoles de Gangas y el Top Five de El Weso
- Alejandra Teijeira
  - Su voz se escucha en la sección "La Hora Hazte"

### Secciones Actuales
- Reto Palomazo
- Wesoportunidades
- La Hora Hazte
- Peje y Marcelo
- El Weseador
- Los PRIlobites
- Aquí nos vivió tocar
- Radiotaxi
- Miércoles de Gangas
- El Show De La Verdad
- Aunque usted... no lo quiera
- Lo Bueno, Lo Malo y Lo Feo
- Las Wesofertas
- Frases weseras para recordar
- Refranero político mexicano
- Las Complacencias
- Misterios Sin Revolver
- Las 3 de El Weso
- La Wesotrivia de Hoy
- Madres Card
- Un pajarito me lo dijo
- El Wesotest de la Semana
- El Quijote y Sancho Panza en...
- Los Wesitos Informativos
- Las mañanitas
- El Wesodebate
- El Cerebrón en El Weso
- Bnistofeles en El Weso (antes, El Tuétano de El Weso)
- Miércoles de Cineteca
- Política Gourmet
- Yoga Tentra
- Los Españoles
- El Cajero Infelíz
- Nosotros los Proles (antes, Nosotros los Probres)
- El Noticiero Continental
- Anonymous en El Weso
- Las Seňales del Apocalipsis
- El Dato Inútil
- El Expicador
- Sobres Héroes y Hazañas
- Momento Corporativo
- La Sexysección de El Weso
- ¿Quién está dispuesto a roer El Weso hoy?
- Palabrafílica
- Los libros prohibidos
- Jordania, donde las piedras tienen memoria

### Wesonovelas
- Cuando el Payaso nos cargó (Emitido entre noviembre y diciembre de 2012)
- Cuestas borrascosas (Emitido entre enero y marzo de 2013)
- Benito Juárez: cazador de curas (Emitido entre el 18 de marzo y el 10 de mayo de 2013)
- Prisión Light (emitido entre agosto y octubre de 2013)
- De mandado en el mercado (desde octubre de 2013)

### Secciones Anteriores
- El Duende en El Weso
- El Juebebes
- El Chisme de Hoy (con Paty Chamoy)
- Reporte Trágico
- Palabra de Miércoles
- Dígalo con Música
- Reflexiones de la Tercera Edad
- En la Opinión de...
- El Weso Bizarro
- Balance Calderónico
- Luces, cámara, acción... ¡ay, como me gusta el cine!

### Secciones especiales
El Weso ha tenido algunas secciones relacionadas con eventos importantes
- En México... "Su Santidad" Benedicto XVI (sección relacionada con la visita del papa Benedicto XVI a México en 2012)
- El Weso electoral (información sobre las elecciones federales en México de 2012)

### Personajes
Listado de Personajes interpretados por el Equipo de El Weso

#### Enrique Hernández Alcázar
- Enrique Pena Miento
- El Soldado Garrison
- Doctora Nanabel
- Carlos Loret de Muelas (2005-2007)
- Javier Sicilia
- El Secretario de Gobernachong
- Genaro Yacíaenla Luna
- El Teacher
- Joserra
- El Papa John
- Víctor Truquillo
- El Cura Hidalgo solo para la Wesonovela "Beníto Juárez, cazador de curas"
- El Quijote (2007-2012)

#### Marisol Gasé
- El Ama de Casa
- La Pole
- La Maestra Elba Esther Gordilla
- La Gaviota
- Josefina Vazpor Mota
- Chayote Robles
- Candela Frías
- Pachita la Computadora Parlante
- La Traductora
- La Culichi
- La Fresa
- La Anunciadora del Super (Miércoles de Gangas hasta 2012)
- La Catrina
- Thalis
- Anahís
- La Chorreada en "Nosotros los proles"

#### Fernando Rivera Calderón
- Peje Manuel
- Hugo Chevez
- Nícolas Masduro
- Cuadri
- Benito Juárez solo para la Wesonovela "Beníto Juárez, cazador de curas"

#### Daniel Guerra
- Jovita Manrique
- El Camello
- El Comandante Guerra
- El Weseador
- David Inflaitelson
- Dr. Mañique
- Beatriz Pareces
- Alejandro Malogrado
- Sancho Panza
- Locutor del segmento Las 3 de El Weso

#### Carlos de la Mora
- Felipillo Calderón
- El Padre Chispa
- Paty Chamoy
- El Cajero Infelíz
- Roy Cuantos
- Ernesto Zerillo
- Origel
- Fabiruchis
- Perro Bermúdez

#### Eduardo Tornell (segunda etapa)
- El Expicador (Cantinflas)
- El Expresichente
- Pepe el Toro en "Nosotros los proles"
- Resortín de la Resortera
- El Quijote (desde 2012)
- Voces adicionales en las Wesonovelas

#### Alex Marín y Kall
- Jack L. Hazes
- Anfitrión de El Show de la Verdad
- Anfitrión de Wesoportunidades

#### Julio Ordóñez Orellana
- En la Webonmaster, Guitarra, Batería y Ukulele

#### Rosana Villamar
- Anunciadora del super (en Miércoles de Gangas desde 2012)
- Locutora de los Wesitos Informativos (desde 2012)

#### Christian Ahumada (2005-2008)
- El Duende
- Richy (el Fresa)

#### Eduardo Tornell (primera etapa)
- El Presichente (2005-2006)
- Boby (el Fresa)

#### Martín Durán (2005-2012)
- Bajista del Palomazo
- Diputado
- Barney (Simpsons)
- Español

#### Fabián Giles (2007-2012)
- Jarocho
- Jorge el Bueno
- Celuloide Platino
- Amiro el Futuro
- Roganciano (Rucailos)
- Chicote (Nosotros los probes)
- Richie (Fresas)
- Merolico
- Juancho (ama de casa)
- Johnny Le Se
- Ali Babas
- Traductor
- Mentiroloco
- Mikel Angelo
- El Malacachimba
- Pitótragas
- El Piporro
- Clavillazo
- Dr. Simi
- Negro Iñarritu
- Raul Velasco
- Fabiruchis
- Ciro Gómez Leyva
- Teacher LopezDoriga
- Javier Enlatorre

Eugenio Derbez
- Monje Loco
- Preguntame
- Eloy Gameno
- Armando Hoyos

Andrés Bustamante
- Dr. Chunga
- Greco Morfema
- Mambrú Molotov
- Ponchito

Los Polivoces
- Lic. Zacobo Jaladovsky
- El Comandante Mafafas
- Juan Garrison
- Washanware
- Mostachon
- Pedro Ferriz
- Hermano Lelo
- Don Teofilito
- Andobas
- Gordolfo Gelatino
- Agustín Barrios Gómez

Políticos
- El Carnal Marcelo
- El Ex-Presichente
- Chepina Vas por Mota
- El innombrable
- Manlio Fabio
- Pena Miento
- Roberto Madrazo
- El Peje
- Ing. Cárdeno
- Felipillo
- Gómez Mont
- Jefe Diego
- Agustín Carstens
- Leonardo Va Zurita
- Fer Larrazabal
- Diputado
- Niño Verde
- Kagwaghi
- Hugo Cheves
- Fidel Castro
- Uevo Morrales
- Barack Obama

Caricaturas
- Tribilin (Goofy)
- Donald
- Mickey
- Barney el dinosaurio
- Popeye
- Bob Esponja
- Patricio
- Calamardo
- Mum Ra
- Snarf
- Pinky y Cerebro
- Voz Marca ACME
- Gallo Claudio
- Perro Sabueso
- Silvestre e hijo
- Piolín
- Oso (Mi padre!)
- Benito Bodoque
- Cucho
- Demóstenes
- Pedro Picapiedra
- Gazu
- Beto y Enrique
- Pitufo Tontin
- Filósofo
- Bromista
- Gruñon

Los Simpson
- Homero
- Marge
- Barney
- Smithers
- Sr. Burns
- Apu

Cantantes
- Raphael
- Alejandro Fernández

- Nelson Ned
- Mijares
- Dyango
- Roberto Carlos
- Marco Antonio Muñiz
- José Feliciano
- José Alfredo Jiménez
- José Luis Perales
- Diego Verdaguer
- Leonardo Fabio
- José José
- Laureano Brizuela
- Pepe Jara
- Julio Iglesias
- Plácido Domingo
- Oscar Chávez

Comentaristas
- Perro Bermudaz
- Lalo Muelles
- Dr. Alfonso Morales
- David Faitelson
- Joserra
- Mago Septien
- Pepe Cegarra
- Sony Alarcón
- Melquiades Herrera
- Temoc Blanco
- Rocky Balboa

#### Susana San José (2008-2012)
- Voz del Palomazo Alternativo
- Lady Vaga (solo en las Mañanitas)
- Shakira
- Pristina Cacheco
- Marge Simpson
- Dra. Larrea